# Gare de Maransart Aywiers
La gare de Maransart Aywiers est une ancienne gare vicinale belge de la Société nationale des chemins de fer vicinaux (SNCV) de la ligne W Bruxelles - Braine-l'Alleud / Wavre située dans la commune de Maransart en province du Brabant wallon.

## Histoire
La gare est mise en service à l'origine sur la ligne vicinale à traction vapeur Braine-l'Alleud - Wavre mise en service en 1898. Au début des années 1930, la SNCV électrifie la ligne Bruxelles - Waterloo du réseau de Bruxelles et étend l'électrification à la ligne Braine-l'Alleud - Wavre en fusionnant l'exploitation de cette dernière avec la ligne bruxelloise avec un tronc commun entre Bruxelles et le Monument Gordon à Waterloo et deux antennes l'une vers la gare de Braine-l'Alleud et l'autre vers gare de Wavre.
La gare est aujourd'hui désaffectée.